# Alexander Marxer (Politiker)
Alexander Marxer (* 19. November 1964 in Thüringerberg, Vorarlberg) ist ein liechtensteinischer Politiker (VU).

## Biografie
Marxer absolvierte eine Berufslehre als Physiklaborant, anschliessend bildete er sich in den Bereichen Elektronik sowie Mess- und Regeltechnik weiter. Schliesslich folgte ein Nachdiplomstudium in International Management.
2001 kandidierte Marxer bei den Landtagswahlen für die Vaterländische Union (VU) im Unterland, konnte sich jedoch kein Mandat im liechtensteinischen Landtag sichern. Stattdessen wurde er stellvertretender Abgeordneter. Als der Landtagsabgeordnete Otto Büchel im September 2003 aus gesundheitlichen Gründen zurücktrat, rückte Marxer für ihn nach. Für Marxer wiederum wurde Peter Kranz stellvertretender Abgeordneter. Bei den Landtagswahlen 2005 kandidierte Marxer erneut um einen Sitz im Landtag, konnte jedoch auch diesmal kein Mandat erringen.
Marxer ist mit einer Japanerin verheiratet und hat zwei Kinder.